# Comigel
Comigel S.A.S är ett franskt företag i livsmedelsbranschen, med säte i Metz och verksamhet i flera länder, bland annat division Tavola i Luxemburg. 
Företaget grundades 1972 i Luxemburg, från 1976 i Metz, och ägdes av brittiska Perkins Foods Holdings Ltd 1991-2007, sedan av Cerea Capital. Efter köpet av Atlantique Alimentaire 2010 kom företaget upp i omsättning på 100 miljoner euro och leverans av 30 000 ton livsmedel.
Comigel producerar framför allt djupfryst färdigmat för den europeiska marknaden och är underleverantör till olika aktörer på marknaden för fryst snabbmat och desserter.

## Hästköttsskandalen 2013
I februari 2013 rapporterades att en Lasagneprodukt som Comigel i Luxemburg med hjälp av underleverantör tillverkar åt Findus för distribution i bland annat Sverige och Storbritannien vid kontroll befanns 11 av 18 prover innehålla en stor andel hästkött istället för nötkött, närmare 100%, utan att det angivits på innehållsdeklarationen.
Findus meddelade att man framöver inte skulle acceptera levererans av ytterligare köttprodukter från den aktuella underleverantören till Comigel och stoppade vidare försäljning. Däremot drogs distribuerade produkter inte tillbaka eftersom hästkött i sig inte anses ohälsosamt, ifall man inte använt i födoämnen otillåtna läkemedel till djuret. 
Comigel har uttalat att de köpt köttet från Spanghero som deklarerat det som fruset nötkött, och att det inte är möjligt att se skillnad mellan fruset hästkött och fruset nötkött om det inte tinas upp och undersöks noga, vilket inte görs på grund av renhetskrav.